# Бивертон (Орегон)
Би́вертон (англ. Beaverton) — город, расположенный на северо-западе Соединённых Штатов, в долине реки Туалатин, в 11 км от Портленда в округе Вашингтон штата Орегон.
Согласно переписи 2010 года население города составляет 89 803 человека. Это шестой по численности город в штате. В том же году журналом «Money» Бивертон назван в числе ста «лучших мест для проживания» среди некрупных городов в США
Наряду с Хилсборо, Бивертон является одним из экономических центров округа Вашингтон, со штаб-квартирами и фабриками многочисленных корпораций различных отраслей промышленности.

## История

### Происхождение названия города
Согласно «Географическим названиям Орегона», Бивертон получил своё название из-за близости расположения большого количества бобровых плотин (англ. beaver — бобр).

### Коренное население
Долина реки Туалатин изначально являлась пристанищем племени Атфалати (англ. Atfalati), впоследствии изменённого новыми поселенцами на Туалатин (англ. Tualatin).
Численность племени в конце XVIII века стала сокращаться и к XIX веку, к моменту появления первых переселенцев, племя Атфалати утратило своё доминирование на данной территории.

### XIX век

#### Первые переселенцы
Деревня коренных жителей называлась Чакепи (англ. Chakeipi), что в переводе означало «Бобровая плотина» (англ. Beaverdam).
Известны первые переселенцы, в числе которых семья Хол (англ. Hall) из Кентукки, семья Денис (англ. Denneys), которые жили неподалёку от существующей ныне школы (англ. Scholls Ferry Road and Hall Blvd), а также семья Орин С Ален (англ. Orin S. Allen) из западного Нью-Йорка.
В 1847-м году Лоренс Хол (англ. Lawrence Hall) выкупил 640 акров (2,6 кв.км) земли в Бобровой долине, и вместе с братом построил мельницу рядом с ныне существующей «Улицей пешеходов» (англ. Walker Road).
Его заявка на владение землёй была первой. За ним в 1848-м году последовал Томас Денни (англ. Thomas Denney), который построил первую лесопилку. Многие из переселенцев получили права на землю в этом районе из фонда свободных земель на Западе США в соответствии с Donation Land Claim Act (см. гомстед-акт). Так, Август Фанно со своей семьёй стали одними из первых владельцев фермерского участка-усадьбы в соответствии с этим документом. В 1859 году Фанно спроектировал и построил фермерский дом в модифицированном под сельскую местность стиле новоанглийского возрождения, популярном тогда в Орегоне, который теперь входит в Национальный реестр исторических мест США.
Поскольку всё больше людей стало переселяться в данный регион, наиболее важным стал вопрос обеспечения транспортировки сельскохозяйственной и древесной продукции из Портленда. В 1850 году местные органы управления организовали компанию Portland-Tualatin Valley Plank Road Company которая построила первые дороги из Портленда в Хилсборо вдоль Каньона. Дорога была сдана в 1860 году, несмотря на различные финансовые неудачи, сопутствовавшие реализации данной идеи.

#### Развитие города
В результате появления в 1868 году первой железной дороги, небольшая фермерская община к западу от Портленда начала разрастаться.
К 1893-му году, город официально получил свой статус, в котором местный бизнесмен Alonzo Cady (Алонсо Кэди) стал первым мэром.
В 1872 году Джордж Беттс стал первым почтмейстером города. Почтовое отделение было расположено в главном магазине города, которым он владел. Сейчас центральное почтовое отделение находится на улице Беттс, названной в его честь.

### XX век

#### Автомобильные дилеры
Город Бивертон был одним из родоначальников продаж автомобилей. Форд Мотор (англ. Ford Motor Company) открыла свой первый офис продаж здесь в 1915 году; далее он был приобретён Гайем Карром (англ. Guy Carr) в 1923 году и на протяжении многих лет Карр расширил сеть продаж по всему Бивертону. Сеть по-прежнему сохранилась в нескольких офисах неподалёку от пересечения улиц Walker и Canyon Roads.

#### Кино и аэронавтика
В начале 1920-х годов, в Бивертоне была основана кинокомпания Premium Picture Production, которая выпустила в свет порядка 15 фильмов. Здание киностудии в дальнейшем было переоборудовано в представительство авиакомпании Watt’s Field, владевшей аэропортом в пригороде Бивертона. Второй по значимости аэропорт Бернард (англ. Bernard’s Airport) был позднее построен к северу от города на месте нынешнего торгового центра Cedar Hills Crossing.

#### Библиотеки
Первая библиотека Бивертона открыла свои двери в 1925 году на втором этаже здания Кэди. На протяжении многих лет библиотека размещалась в различных местах. Только в 1941 году городская библиотека была принята на баланс мэрией и расположилась в зале славы пожарных. Затем в 1958 году она была переведена в здание на улице Хол (англ. Hall str.), где и оставалась до 1980 г. В 1984 году библиотека была переведена в другое место на бульваре Аллена (англ. Allen Boulevard), где она находилась в течение ряда лет, пока новая библиотека не была построена на пересечении Пятой улицы (англ. Fifth str.) и бульвара Хол (англ. Allen Boulevard) в сентябре 2000 года.

#### Транспортная система
В 1940-х годах, фирма Tualatin Valley Stages, подразделение Portland Stages, Inc., провела автобусную линию, соединяющую Бивертон с центром Портленда, и в дальнейшем стала работать уже как самостоятельная компания Tualatin Valley Buses, Inc., осуществляя пассажирские перевозки до конца 1960-х годов. Она стала одной из четырёх частных автобусных компаний, получивших название «Blue Bus» lines, обслуживавших штаты Орегон и Вашингтон.
В 1970 году все четыре компании были вытеснены новым оператором TriMet, который впоследствии увеличил количество автобусных линий в самом Бивертоне. В конце 1970-х годов, была создана система «лёгкого метро», в рамках регионального транспортного проекта, также соединившая Бивертон с центром Портленда. В 1990 году избиратели одобрили финансирование новой более протяжённой линии «лёгкого метро» Westside MAX, соединяющей пригороды с центром Портленда (общая протяжённость 53 км). Строительство линии началось в 1993 году и было завершено в 1998-м. На долю города Бивертон приходится шесть станций — Elmonica/SW 170th Avenue, Merlo Road/SW 158th, Beaverton Creek, Millikan Way, Beaverton Central и Beaverton Transit Center. С начала 2009 года также появилось пригородное железнодорожное экспресс-направление, обслуживаемое подразделением Westside TRIMET (в WES), идущее к югу от Бивертона к Уилсонвиллу через Тайгард и Туалатин.

## Население
Согласно переписи 2010, в городе проживали 89 803 человек в 37 213 домохозяйствах в составе 21 915 семей. Плотность населения составляла 1851 чел / км². В городе насчитывалось 39500 квартир (814 / км²).
Расовая структура населения выглядела следующим образом: 73,0 % — белые, 10,5 % — азиаты, 2,6 % — афроамериканцы, 0,6 % — коренные американцы, 0,5 % — выходцы из Океании, 8,2 % — другие расы. К двум или более расам принадлежало 4,5 %. Испаноязычные составляли 16,3 % от всех жителей.
Возрастное распределение населения выражено следующим образом: 22,9 % — лица моложе 18 лет, 66,7 % — лица в возрасте 18-64 лет, 10,4 % — лица в возрасте 65 лет и старше. Средний возраст составлял 34,7 года. На 100 лиц женского пола в городе приходилось 94,5 мужчины на 100 женщин в возрасте от 18 лет и старше — 92,1 мужчины.
Средний доход на одно домохозяйство составил $75 578 долларов, а средний доход на одну семью показал значение $90 829 долларов. Средний доход мужчин составил $55 035 долларов и $45 186 долларов у женщин. За чертой бедности находилось 15,4 % лиц, в том числе 21,6 % детей в возрасте до 18 лет и 10,4 % лиц в возрасте 65 лет и старше.
Количество трудоустроенного населения составляло 47 592 человек. Основные сферы занятости: образование, здравоохранение и социальная помощь — 18,6%, учёные, специалисты, менеджеры — 15,6%, производство — 13,7%, розничная торговля — 12,7%.

## Экономика
В Бивертоне расположена штаб-квартира Nike — одного из мировых лидеров по продаже спортивных товаров в мире. Бивертон является частью высокотехнологичного района «Кремниевый лес» — скопления высокотехнологичных компаний, расположенных в районе Портленда (коридор между Бивертоном и Хилсборо на северо-западе Орегона) и на юго-западе штата Вашингтон.
Здесь размещены следующие компании и их подразделения:
- Nike
- Linux Technology Center of IBM
- Tektronix
- Maxim Integrated Products (англ.)
- VeriWave (англ.)
- Ixia (англ.)

## Города-побратимы
С 1987 года Бивертон установил побратимские отношения с 6 зарубежными городами:
| Страна      | Город      | Год  |
| ----------- | ---------- | ---- |
| Япония      | Готемба    | 1987 |
| Тайвань     | Синьчжу    | 1988 |
| Южная Корея | Чхонан     | 1989 |
| Россия      | Биробиджан | 1990 |
| Германия    | Троссинген | 1993 |
| Франция     | Клюз       | 1999 |

## Известные уроженцы и жители
- Билозерчев, Дмитрий Владимирович — советский гимнаст, трёхкратный олимпийский чемпион (Сеул 1988)
- Загунис, Мариэль — фехтовальщица на саблях, двукратная олимпийская чемпионка
- Каннингем, Уорд — программист
- Энтони, Гарольд Элмер — зоолог